# Zoltán Meskó
Zoltán Meskó, węg. Meskó Zoltán (ur. 12 marca 1883, zm. 10 czerwca 1959) – węgierski działacz narodowosocjalistyczny, działacz Narodowosocjalistycznej Węgierskiej Partii Robotniczej.
Z pochodzenia Słowak, po raz pierwszy wszedł do węgierskiego parlamentu w 1931 roku. Chodząc w mundurze, SA szybko zwrócił na siebie uwagę Zoltána Böszörménya, który nakłonił go do przyłączenia się do Narodowosocjalistycznej Węgierskiej Partii Robotniczej. W 1932 roku Meskó dokonał rozłamu w NWPR, tworząc własną, Narodowosocjalistyczną Węgierską Partię Robotników Rolnych i Pracowników. Partia charakteryzowała się skrajnym antysemityzmem, jej członkowie nosili brunatne koszule i swastyki, sam Zoltán Meskó, chcąc upodobnić się do Hitlera, zapuścił podobny do niego wąs.
W 1934 roku ponownie został jednym z liderów zjednoczonej Narodowosocjalistycznej Węgierskiej Partii Robotniczej, szybko jednak został z niej wykluczony. Do parlamentu powrócił w 1939 roku, jako niezależny narodowy socjalista, z czasem zaczął jednak tracić wiarę w idee głoszone przez Hitlera. W czasie II wojny światowej stopniowo tracił swoje wpływy. Aresztowany w 1945 został skazany na karę dożywotniego więzienia, wyszedł jednak na wolność pod koniec lat 50., niedługo przed swoją śmiercią.